# Вига
Ви́га — река на севере европейской части России, в Костромской области; правый приток Унжи.

## Описание
Длина — 175 км, площадь водосборного бассейна — 3360 км².
Крупные притоки — Ида, Вохтома (левые), Мелша, Кисть (правые).
Вига начинается в болотах Чухломского района Костромской области возле деревни Курьяново к югу от Чухломы.
На протяжении всего течения Вига течёт по равнинной местности, по берегам хвойный и смешанный лес. Русло мелкое и очень извилистое, в межень обнажаются каменистые перекаты и мели. Вига известна своим сильным половодьем, на отдельных участках подъём воды весной достигает 10 метров.
Около устья Вига протекает по границе между Бабушкинским районом Вологодской области и Кологривским районом Костромской области.
Вига впадает в Унжу в безлюдной лесной местности рядом с границей Вологодской области. Высота устья — 117 м над уровнем моря.
На реке расположен крупный посёлок Судай Чухломского района Костромской области. До начала 1990-х годов по реке проводился лесосплав.

## Притоки
(указано расстояние от устья)
- 3 км: река Вохтома (лв)
- 14 км: река Святица (лв)
- 32 км: река Толщуга (пр)
- 35 км: река Ида (лв)
- 41 км: река Тынинница (пр)
- 43 км: река Сонгиш (лв)
- 53 км: река Кисть (пр)
- 66 км: река Возига (лв)
- 87 км: река Ножига (лв)
- 104 км: река Мелша (пр)
- 133 км: река без названия, у с. Нескучное (пр)
- 140 км: река без названия, у с. Водово (пр)
- 155 км: река Ракостель (лв)